# Nahida Sturmhöfel
Nahida Konkordia Henrietta Sturmhöfel (ur. 24 listopada 1822 w Złotowie, zm. 24 października 1889 w San Terenzo) – poetka, pionierka ruchu emancypacyjnego kobiet.
Urodziła się jako córka kapitana i powiatowego poborcy podatkowego Karola Fryderyka Wilhelma Sturmhöfel i Konkordii Adelajdy Karoliny z domu Knopf. Jej opublikowane w 1865 wiersze pt.: „Freie Lieder“ ("Wolne Pieśni") zostały natychmiast skonfiskowane. Ich drugie wydanie ukazało się w 1887. Odbyła wiele podróży, szczególnie do Włoch. Jest honorową obywatelką miasta Złotowa.
Ponadto opublikowała: 
- Götzen, Götter, Gott (1876)
- Neulatein als Weltsprache; Ein Vorschlag (1884)
- Offenbarungen für alle (1867 lub 1887?)
- Vergessene Lieder (1888).